# تاکایوکی سوگو
تاکایوکی سوگو (انگلیسی: Takayuki Sugō؛ ۱ اوت ۱۹۵۲ – ) بازیگر، و صداپیشگی در ژاپن اهل ژاپن بود. وی از سال ۱۹۷۲ میلادی تاکنون مشغول فعالیت بوده‌است.